# Bischofseid
Römisch-katholische Diözesan-Bischöfe in Deutschland müssen sowohl einen kirchlichen als teilweise auch einen staatlichen Treueid ablegen, der seit Alters her als Bischofseid bezeichnet wird.

## Kirchlicher Bischofseid
Der ernannte und geweihte Bischof muss vom Bischofsamt Besitz ergreifen. Zuvor hat er nicht nur das Glaubensbekenntnis in Form der Professio fidei abzulegen, sondern zusätzlich gem. can. 380 CIC den Treueid gegenüber dem Apostolischen Stuhl zu leisten. Die geltende Formel in deutscher Übersetzung wurde von der Versammlung der Deutschen Bischofskonferenz am 14. März 2000 beschlossen. Der bischöfliche Treueid ist von anderen Treueiden der römisch-katholischen Kirche, die 1990 eingeführt wurden, zu unterscheiden.

## Staatlicher Bischofseid

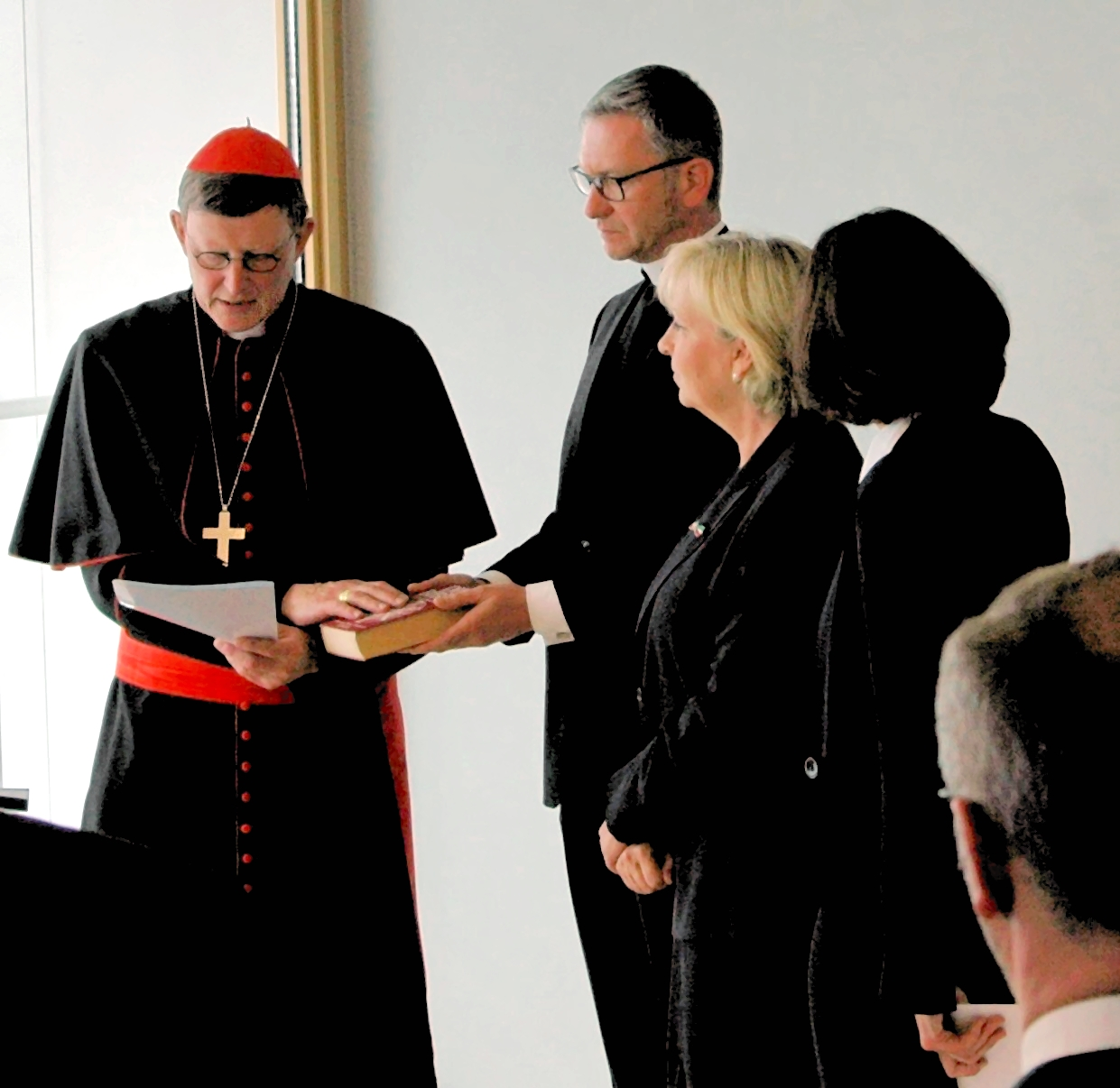
Kardinal Wölkis Staatlicher Treueid 2014 in der Staatskanzlei NRW

Gemäß staatskirchenrechtlichen Verträgen (Konkordaten) muss ein neuer Diözesan-Bischof in Anwesenheit der jeweiligen Regierung bzw. den jeweiligen Regierungen (Bundes- oder Landesregierungen) Treue gegenüber Land und Staat bekunden, indem er vor dieser ebenfalls einen Treueid ablegt. So leistete Erzbischof Kardinal Wölki ihn zwei Tage vor seiner feierlichen Amtseinführung (mit kirchlichem Treueid) im Kölner Dom am 18. September 2014 in der Staatskanzlei Nordrhein-Westfalens.

Die Eidesformel gem. Artikel 16 des Reichskonkordats von 1933 erinnert in ihrem Wortlaut an ein mittelalterliches Homagium, wenn sie die Bischöfe in die Hand des zuständigen Ministerpräsidenten bzw. des Bundespräsidenten (im Wortlaut „Reichsstatthalter“ bzw. „Reichspräsident“) folgenden Treueid leisten lässt:  
Vor Gott und auf die heiligen Evangelien schwöre und verspreche ich, so wie es einem Bischof geziemt, dem Deutschen Reich und dem Lande ... Treue. Ich schwöre und verspreche, die verfassungsmäßig gebildete Regierung zu achten und von meinem Klerus achten zu lassen. In der pflichtmäßigen Sorge um das Wohl und das Interesse des deutschen Staatswesens werde ich in Ausübung des mir übertragenen Amtes jeden Schaden zu verhüten trachten, der es bedrohen könnte. 
Heute leistet der jeweilige Bischof nunmehr der Bundesrepublik Deutschland sowie dem jeweiligen Bundesland, auf das sich das Gebiet der jeweiligen Diözese erstreckt, den Treueid. Sowohl das Preußische als auch das Badische und Bayerische Konkordat fordern nicht nur die Verfassungsgemäßheit des zu ernennenden Bischofs, sondern – wie oben bereits erwähnt – die gleiche Qualität schon bei den Kandidaten. Alle Konkordate stellen somit sicher, dass keine Bedenken allgemein-politischer Art entgegenstehen, nicht jedoch parteipolitischer Natur. Hier ist zuallererst an das Misstrauensverhältnis zwischen Staat und Kirche angesichts drohender staats- und regierungsfeindliche Aktivitäten zu denken, die Deutschland und Preußen insbesondere im „Kulturkampf“ zu Ende des 19. Jahrhunderts prägten.